# Jüdischer Friedhof Stadtschlaining (neu)

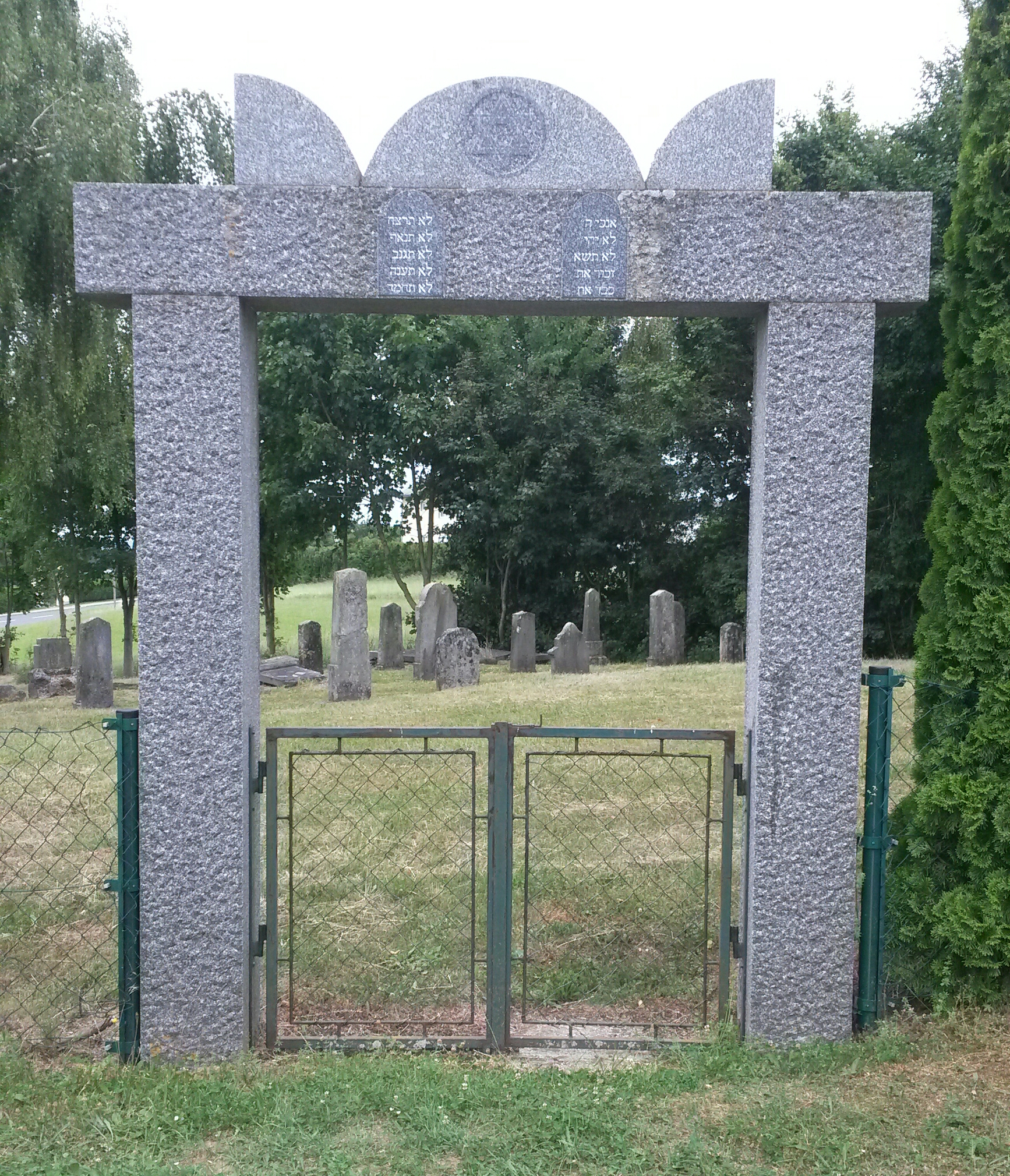
Neuer Jüdischer Friedhof in Stadtschlaining

Der Neue Jüdische Friedhof Stadtschlaining befindet sich in Stadtgemeinde Stadtschlaining im Bezirk Oberwart im Burgenland. Der Jüdische Friedhof steht unter Denkmalschutz.

## Geschichte
Der Neue Jüdische Friedhof wurde 1902 westlich des Stadtzentrums angelegt. In den Jahren 1997/98 wurde der Friedhof eingezäunt und ein steinernes Eingangsportal errichtet.